# Beuvardes
Beuvardes és un municipi francès situat al departament de l'Aisne i a la regió dels Alts de França. L'any 2007 tenia 709 habitants.

## Demografia

### Població
El 2007 la població de fet de Beuvardes era de 709 persones. Hi havia 260 famílies de les quals 56 eren unipersonals (36 homes vivint sols i 20 dones vivint soles), 76 parelles sense fills, 124 parelles amb fills i 4 famílies monoparentals amb fills.
La població ha evolucionat segons el següent gràfic:
Habitants censats

### Habitatges
El 2007 hi havia 322 habitatges, 260 eren l'habitatge principal de la família, 37 eren segones residències i 25 estaven desocupats. 311 eren cases i 8 eren apartaments. Dels 260 habitatges principals, 229 estaven ocupats pels seus propietaris, 24 estaven llogats i ocupats pels llogaters i 7 estaven cedits a títol gratuït; 1 tenia una cambra, 9 en tenien dues, 32 en tenien tres, 78 en tenien quatre i 140 en tenien cinc o més. 217 habitatges disposaven pel capbaix d'una plaça de pàrquing. A 112 habitatges hi havia un automòbil i a 125 n'hi havia dos o més.

### Piràmide de població
La piràmide de població per edats i sexe el 2009 era:
| Homes | Edats   | Dones |
| ----- | ------- | ----- |
| 0     | 95 o +  | 0     |
| 4     | 90 a 94 | 12    |
| 0     | 85 a 89 | 8     |
| 0     | 80 a 84 | 8     |
| 12    | 75 a 79 | 4     |
| 16    | 70 a 74 | 12    |
| 12    | 65 a 69 | 12    |
| 24    | 60 a 64 | 16    |
| 16    | 55 a 59 | 8     |
| 24    | 50 a 54 | 28    |
| 28    | 45 a 49 | 12    |
| 8     | 40 a 44 | 28    |
| 12    | 35 a 39 | 16    |
| 36    | 30 a 34 | 28    |
| 16    | 25 a 29 | 4     |
| 20    | 20 a 24 | 16    |
| 32    | 15 a 19 | 8     |
| 44    | 10 a 14 | 12    |
| 20    | 5 a 9   | 28    |
| 28    | 0 a 4   | 8     |

## Economia
El 2007 la població en edat de treballar era de 456 persones, 326 eren actives i 130 eren inactives. De les 326 persones actives 291 estaven ocupades (171 homes i 120 dones) i 35 estaven aturades (15 homes i 20 dones). De les 130 persones inactives 48 estaven jubilades, 31 estaven estudiant i 51 estaven classificades com a «altres inactius».

### Ingressos
El 2009 a Beuvardes hi havia 266 unitats fiscals que integraven 700,5 persones, la mediana anual d'ingressos fiscals per persona era de 17.371 €.

### Activitats econòmiques
Dels 21 establiments que hi havia el 2007, 1 era d'una empresa alimentària, 1 d'una empresa de fabricació d'altres productes industrials, 10 d'empreses de construcció, 3 d'empreses de comerç i reparació d'automòbils, 1 d'una empresa d'informació i comunicació, 1 d'una empresa immobiliària, 3 d'empreses de serveis i 1 d'una empresa classificada com a «altres activitats de serveis».
Dels 13 establiments de servei als particulars que hi havia el 2009, 1 era un taller de reparació d'automòbils i de material agrícola, 3 paletes, 2 guixaires pintors, 2 fusteries, 3 electricistes, 1 empresa de construcció i 1 agència immobiliària.
L'únic establiment comercial que hi havia el 2009 era una botiga de material esportiu.
L'any 2000 a Beuvardes hi havia 9 explotacions agrícoles que ocupaven un total de 440 hectàrees.

## Equipaments sanitaris i escolars
El 2009 hi havia una escola elemental integrada dins d'un grup escolar amb les comunes properes formant una escola dispersa.

## Poblacions més properes
El següent diagrama mostra les poblacions més properes.